# De Havilland Canada DHC-6 Twin Otter
Dimensions
Le DHC-6 Twin Otter de de Havilland Canada est un avion à décollage et atterrissage court (ADAC) monoplan utilitaire.

## Historique
De Havilland fait évoluer le DHC-3 Otter à partir de 1964 pour créer le DHC-6, plus grand et équipé de deux turbopropulseurs Pratt & Whitney de type PT6, fixés aux ailes. Comme son prédécesseur, le DHC-6 est polyvalent et peut être équipé soit de roues, soit de skis, soit de flotteurs. Il fut produit à 844 exemplaires de 1965 à 1988.

## Nouvelle version

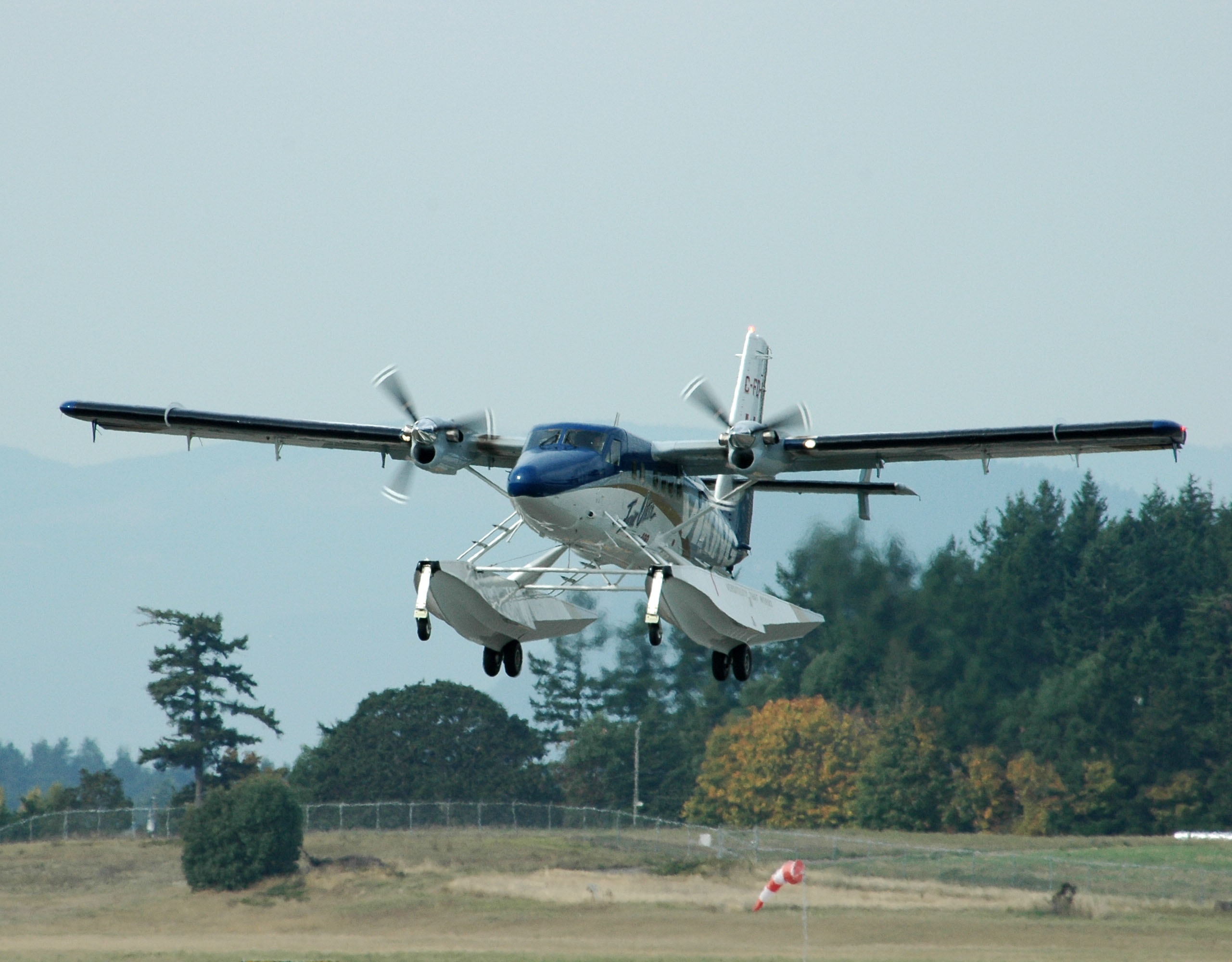
Premier vol du Twin Otter série 400 le 1 octobre 2008.

La demande pour ce type d'avion étant constante, De Havilland envisage une motorisation plus puissante et n'y donne pas suite. C'est finalement la société Viking Air de Victoria, filiale de l'entreprise d'investissement Westerkirk Capital, qui a racheté les liasses de certification ainsi que des outils de production des séries DHC-1 à DHC-7 à De Havilland en 2007, qui a réalisé une nouvelle version : le DHC-6 Twin Otter 400.
Équipée de moteurs Pratt & Whitney PT6A-34, de flotteurs amphibies Wipline 13000 et d'une avionique modernisée Honeywell Apex, cette nouvelle version a fait son premier vol le 1er octobre 2008. Viking prévoyait sa certification pour janvier 2010 au plus tard, et sous réserve de la certification de Transports Canada, la première livraison devait être faite à l'exploitant suisse Zimex en juin 2010.
Le 6 mai 2010, 52 appareils (43 civils et 9 militaires, dont 3 pour l'armée de terre américaine et 6 pour la marine populaire vietnamienne livrés entre 2012 et 2014) avaient été commandés. Quatre sont en service, fin 2015, dans l'aviation royale canadienne. Et cinq dans l'Armée de l'air française.

## Utilisateurs

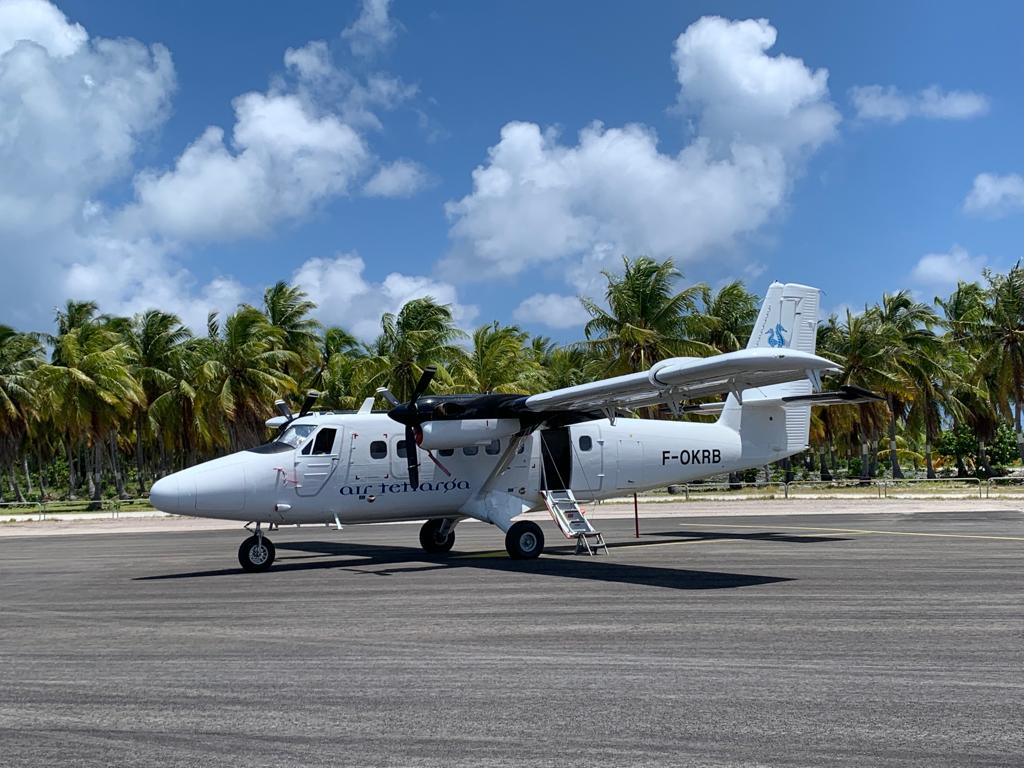
Avion de Air Tetiaora
(Kaukura).

Le DHC-6 Twin Otter est principalement utilisé par des petites compagnies de transport aérien pour desservir des îles ou des territoires souvent isolés.
C'est aussi un appareil discret utilisé notamment pour des missions spéciales dans de très nombreux pays.
- États-Unis : un UV-18A, une version militaire, est utilisée par l'escadron VXS-1 du Naval Research Laboratory, à partir de 2019[7].
- Twin Otter à l'aéroport de Wallis-Hihifo en 2017. France : l'Armée de l'air en possède cinq exemplaires[8]. Trois appareils sont exploités par le Groupe aérien mixte 56 Vaucluse (GAM 56), depuis la base aérienne 105 d'Évreux, pour le compte de la DGSE. Les deux autres constituent l’escadrille F 121 de l’escadron de transport 3/61 Poitou, stationnée à la base aérienne 123 d'Orléans ; ils œuvrent au profit du COS.

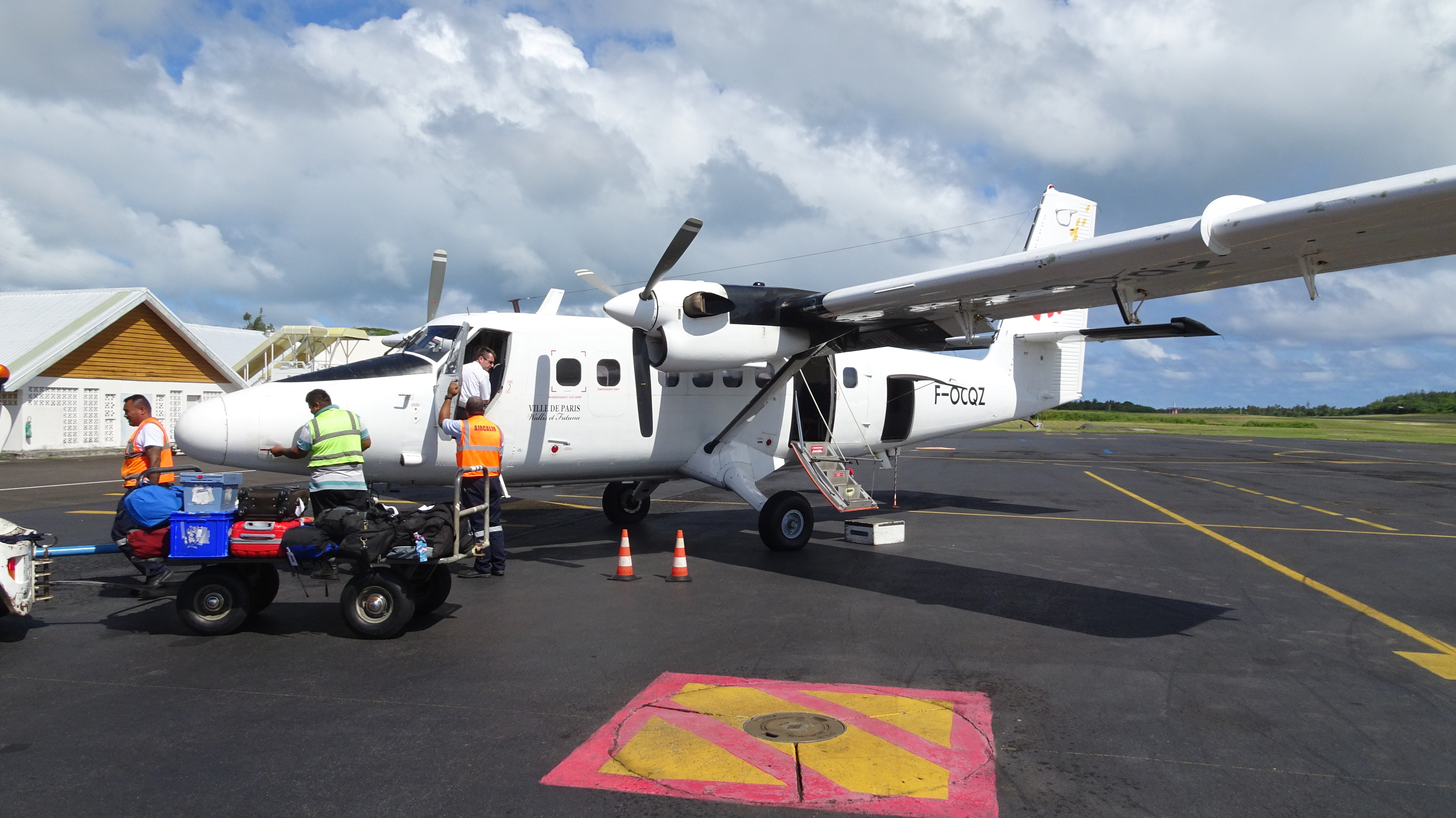
Twin Otter à l'aéroport de Wallis-Hihifo en 2017.

- Irak : au moins un appareil a été identifié au cours d'une cérémonie officielle en 2017 et opérant pour les services de renseignement irakien[9].
- Suisse : un appareil est utilisé par l'Office fédéral de topographie (Swisstopo) pour des prises de vues aériennes de mise à jour du modèle topographique du paysage (MTP) et de la carte nationale, ainsi que de la mosaïque d’orthophotos (SWISSIMAGE)[10].

## Accidents
- Le 24 juillet 1981, un DHC-6-300 immatriculé 5R-MGB d'Air Madagascar s'écrase au nord-est de Maroantsetra. Aucune des 19 personnes à bord n'a survécu. L'épave fut retrouvée une semaine plus tard. Des conditions météorologiques très dégradées (saison des pluies) ainsi qu'un relief difficile semblent avoir été les causes principales de cet accident.
- Le 24 mars 2001, à 20 h 28 UTC, un avion DHC-6-300 immatriculé F-OGES de la compagnie Air Caraïbes, effectuant le vol TX 1501 entre les îles de Saint-Martin et de Saint-Barthélemy, part brusquement en  virage à gauche à grande inclinaison, pique vers le sol et s'écrase  près de l'aéroport Gustave-III à proximité d'une maison qui s'embrase[11]. Le bilan est de 20 morts dont une personne au sol. Le 15 septembre 2006, la compagnie et son directeur des opérations aériennes sont jugés responsables de l'accident pour « violation manifestement délibérée », en l'espèce pour avoir associé un pilote et un copilote qui n'avaient, ni l'un ni l'autre, l'expérience suffisante pour piloter l'appareil[12].
- Le 6 mai 2007 un DHC-6 de l'armée française au service de la Force multinationale et observateurs au Sinaï s'écrase dans le Sinaï faisant 9 morts dont un Canadien et huit Français. D'après le bureau d'enquêtes et d'analyses pour la sécurité de l'aviation civile (BEA), l'accident résulte d'un excès de confiance de l'équipage lors d'un survol délibéré de véhicules à très basse hauteur[13].
- Le 9 août 2007, le vol Air Moorea 1121 s'écrase peu après son décollage de Moorea : les 19 passagers et le pilote sont tués.
- Le 16 mai 2013, un DHC-6 Twin Otter de Nepal Airlines s'écrase au moment de l'atterrissage à l'aéroport de Jomsom au Népal : 7 des 21 personnes à bord sont grièvement blessées, il n'y a pas de mort.
- Le 16 février 2014, un Twin Otter 300 de Nepal Airlines s'écrase. Il n'y a aucun survivant parmi les 18 occupants de l'appareil[14],[15].
- Le 24 février 2016, un Twin Otter 400 assurant le vol Tara Air 193 s'écrase au Népal. Il n'y a aucun survivant parmi les 23 occupants.
- Le 29 mai 2022, un Twin Otter DHC-6-300 assurant le vol Yeti Airlines 1199 (immatriculation 9N-AET) Pokhara - Jomsom s'écrase contre une montagne avec 22 personnes au Népal[16],[17].
- Le 8 juin 2025, un DeHaviland DH-6 Twin Otter s'écrase peu après son décollage de l’aéroport régional de Tullahoma, dans le Tennessee aux États-Unis avec 20 personnes à bord sans faire de victimes[18].